# Medina de Rioseco
Medina de Rioseco és un municipi de la província de Valladolid, a la comunitat autònoma de Castella i Lleó.

## Demografia
| 1991 | 1996 | 2001 | 2004 |
| ---- | ---- | ---- | ---- |
| 5022 | 5015 | 4962 | 5037 |

## Història

### Orígens
Els vestigis més antics de Rioseco corresponen a l'edat del ferro i l'època celtibèrica. Alguns autors antics identificaven aquesta zona com a Forum Egurrorum o plaça del mercat dels Egurri, d'època visigótica. D'aquesta època són els documents que es refereixen a la Tierra de Campos com Camps Gòtics. A mitjan segle ix i durant tot el segle x aquesta zona és un territori de colonització del regne astur-lleonès, al que també acudeixen mossàrabs andalusos. És potser d'aquest moment el topònim de la població: Medina (de l'àrab = la ciutat).

### Reconquesta
La confluència dels límits fronterers entre el Regne de Lleó i el Comtat de Castella situa en aquest espai els conflictes bèl·lics entre els dos regnes. Alfons X el Savi, el 1258, va fixar els límits definitius amb Valladolid quedant per a Medina les Forests de Torozos.

### Almiralls de Castella
Alonso Enríquez (1354-1429) va rebre al maig de 1405 del rei Enric III de Castella el títol d'almirall major de Castella, després de la mort de Diego Hurtado de Mendoza, l'anterior titular. El 1423 Joan II de Castella li atorga el senyoriu de Medina de Rioseco. La tradicional vocació comercial des dels temps medievals va adquirint caràcter oficial amb el pas del temps.
 Durant el senyoriu de Fadrique Enríquez com a segon almirall, Joan II li concedeix el privilegi de fer una fira anual. Sota el senyoriu de Alfonso II Enríquez, tercer almirall de Castella, Enric IV de Castella va concedir a la vila una segona fira anual i el 1465 Enric IV li atorgava un dijous setmanal franc d'impostos. Fadrique II, Enríquez de Cabrera, quart almirall va iniciar la construcció del palau dels almiralls i de l'església de San Francisco, va fundar el convent de Santa Clara i durant el seu senyoriu es va construir l'església de Santa María de Mediavilla.

### Seglexvi
L'apogeu de l'economia de Medina de Rioseco va arribar al seu màxim durant el segle xvi. Es construeixen els quatre temples riosecans.

### Guerra de les Comunitats
La situació es va resoldre per mitjà de l'enteniment gràcies a la mediació de la comtessa de Modica, esposa de l'almirall Fadrique II. El va succeir don Luis Enríquez, sisè almirall i a aquest do Luis II Enríquez.

### Guerra de Successió
Durant el senyoriu de Juan Alfonso Enríquez de Cabrera, novè almirall, Felip IV va concedir a Rioseco el títol de ciutat el 1632. Joan Gaspar Enríquez de Cabrera va ser el desè almirall i Juan Tomás Enríquez de Cabrera va ser l'onzè i últim. A la mort de Carles II, durant la guerra de Successió es va declarar en contra de Felip V el qual va suprimir l'almirallat fins a 1725 que havent mort aquest, van passar al seu nebot Pascual Enríquez de Cabrera els títols confiscats, excepte el d'almirall. Va morir el 1739 i es va mantenir en la família únicament la successió ducal, fins a l'any 1797, que, mort el posseïdor, va revertir a la Corona. Posteriorment el ducat de va passar als Osuna.

### Seglexix
Al començament del segle xix es van escriure a Medina de Rioseco les pàgines d'uns fets que havien de tenir gran repercussió sobre la sort que correria la resta d'Espanya durant la guerra de la Independència, la batalla del Moclín. Als afores de Medina, un poderós exèrcit francès dirigit pel Mariscal Jean-Baptiste Bessières va enfrontar, el 14 de juliol de 1808, els exèrcits espanyols de Castella i de Galícia dirigits pels generals Joaquín Blake i Gregorio García de la Cuesta. Al segle xviii s'havia construït el Canal de Castella una de les branques del qual, el Canal de Campos, va arribar fins a la ciutat de Rioseco. Com a conseqüència es van instal·lar gran quantitat fàbriques de farina, molins de paper, i foses siderúrgiques.
A l'activitat generada per la construcció cal afegir els beneficis que va reportar com sistema de transport i regadiu i que van esdevenir la principal font d'ingressos, desplaçant la tradicional activitat comercial. El desenvolupament del ferrocarril va substituir l'ús del canal. Era el popularment conegut com a «Tren Burra», per l'escassa velocitat. La companyia que explotava aquestes línies, que unien Valladolid amb Palanquinos i amb Villada, era la Companyia de Ferrocarrils Secundaris de Castella, fusió d'unes altres com la Companyia del Ferrocarril Econòmic de Valladolid a Medina de Rioseco.